# كشيم القحطاني
كشيم القحطاني، لاعب كرة قدم سعودي، يلعب في الهجوم في نادي الزلفي.

## مسيرة اللاعب
مثل نادي الهلال في الفئات السنية و لعب بعدها مع نادي المجزل ونادي نجران ونادي القيصومة ونادي العدالة ونادي الزلفي.